# 加藤信朗
加藤信朗（かとう しんろう、1926年11月1日- ）は、日本の哲学者、東京都立大学 (1949-2011)名誉教授。

## 人物
東京生まれ。1950年東京大学文学部哲学科卒業。上智大学文学部助教授、教授、東京都立大学人文学部教授、1991年定年退官、名誉教授となり、聖心女子大学文学部教授。97年退職。ペンシルベニア大学客員教授を務めた。古代ギリシア哲学・神学が専門。

## 著書
- 『初期プラトン哲学』東京大学出版会 1988
- 『ギリシア哲学史』東京大学出版会 1996
- 『哲学の道 初期哲学論集』創文社 1997
- 『アウグスティヌス『告白録』講義』知泉書館 2006
- 『平和なる共生の世界秩序を求めて 政治哲学の原点』知泉書館 2013

### 翻訳
- 『ニコマコス倫理学 アリストテレス全集 13』岩波書店 1973

### 監修
- 『イエスの一生』和田三造画, 加藤耀子 文, 監修. 知泉書館, 2008
- 『イエス・キリスト画伝』和田三造 [画],監修. 知泉書館, 2009

## 論文
- <加藤信朗